# Hebe Dijkstra
Hebe Dijkstra (geboren am 4. September 1941 in Twijzelerheide, Gemeinde Achtkarspelen, Provinz Friesland) ist eine niederländische Opernsängerin der Stimmlage Mezzosopran.

## Leben und Werk
Hebe Dijkstra studierte Gesang am Koninklijk Conservatorium Den Haag bei Theo Baylé. 1972 debütierte sie beim Opera Forum in Enschede als Maddalena in Verdis Rigoletto und sang später bei dieser Kompagnie auch den Orpheus in Glucks Orpheus und Eurydike und die Mrs. Quickly in Verdis Falstaff. Dann ging sie nach Deutschland. Erst gastierte sie 1976 am Theater Bonn in Sadko von Rimski-Korsakow. Von 1976 bis 1979 war sie Ensemblemitglied am Landestheater Detmold, danach eine Spielzeit lang am Landestheater Saarbrücken. Ab 1981 gastierte sie am Stadttheater Freiburg, von 1982 bis 1985 zählte sie zum Ensemble der Vereinigten Theater Mönchengladbach-Krefeld. 1987 gastierte sie in Amsterdam, sang in Krefeld die Majorin in Riccardo Zandonais Oper I cavalieri di Ekebù und trat einen 2-Jahres-Vertrag am Opernhaus Wuppertal an. Bei den Bayreuther Festspielen übernahm sie zwei Rollen, ab 1988 die Roßweiße in der Walküre und von 1991 bis 1994 die Mary im Fliegenden Holländer auf. 1989 wurde sie an das Theater am Gärtnerplatz in München verpflichtet. Im selben Jahr gastierte sie erneut an De Nederlandse Opera in Amsterdam – im Kreidekreis von Alexander von Zemlinsky. 1992 sang sie in Antwerpen die Ulrica im Maskenball, 1995 am Theater Bern die Majorin in I cavalieri di Ekebù. Es folgten einige Verpflichtungen an De Nederlandse Opera: 1996 als Podtochina in Die Nase von Schostakowitsch, 1997 als Larina in Eugen Onegin und 1998 als Schwertleite und Erste Norn im Ring des Nibelungen. Am 10. Juni 1998 sang sie die Hexe in der Uraufführung der Oper Een Ziel van Hout von Robert Heppener beim Holland Festival. 2000 war sie in Berlin und Bern als Hekabe in Aribert Reimanns Troades zu sehen und zu hören. Zu ihrem Repertoire zählten auch die Titelpartie in Carmen, Fricka, Waltraute, Flosshilde, und Zweite Norn im Ring, La Nourrice in Dukas’ Ariane et Barbe-Bleue, die Wirtin in Boris Godunow und die Margret in Bergs Wozzeck. Es gibt eine Studioaufnahme des Händel’schen Hercules, erschienen bei Eterna, an der sie beteiligt war. Sie ist in zwei Gesamtaufnahmen des Wagner’schen Ring des Nibelungen vertreten: 1994 als Roßweiße in Bayreuth, dirigiert von Daniel Barenboim, 1999 als  Schwertleite und Erste Norn in Amsterdam, dirigiert von Hartmut Haenchen. Operabase verzeichnet als letzte Bühnenauftritte die Neuinszenierung der Soldaten von Bernd Alois Zimmermann im November 2010 in Amsterdam. Sie verkörperte Weseners alte Mutter. Es inszenierte Willy Decker, es dirigierte Hartmut Haenchen.
Sie ist auch im Konzertsaal erfolgreich aufgetreten. Ihr Ehemann ist der Bassist Jan Alofs, der in den 1980er Jahren bei der Operngesellschaft Forum in Enschede tätig war, 1991 beim Glyndebourne Festival den Don Bartolo in Mozarts Le nozze di Figaro verkörperte und 1998 in Lyon bei der Uraufführung der Drei Schwestern von Péter Eötvös mitwirkte.